# Jimmy Murphy
James Anthony »Jimmy« Murphy, ameriški dirkač, * 7. ali 8. september 1894, Worcester, Massachusetts, ZDA † 15. september 1924, Sirakuze, New York, ZDA.
Jimmy Murphy se je rodil 7. ali 8. septembra 1894 v ameriškem mestu Worcester, Massachusetts, kot sin irskih imigrantov. Na dirkah za Veliko nagrado je prvič nastopil v sezoni 1921, ko je na dirki Grandes Épreuves za Veliko nagrado Francije z moštvom Duesenberg dosegel edino zmago ameriškega dirkača z ameriškim dirkalnikom na dirkah za Veliko nagrado. Na evropskih dirkah je nastopil le še dvakrat v sezoni 1923, ko je dosegel tudi tretje mesto na dirki Grandes Épreuves za Veliko nagrado Italije, zdaj kot privatnik z dirkalnikom Miller 122. Med letoma 1920 in 1924 je petkrat nastopil na ameriški dirki Indianapolis 500, na kateri je dvakrat štartal z najboljšega štartnega položaja, leta 1922 je na dirki zmagal, v letih 1923 in 1924 pa je osvojil tretje mesto. Leta 1924 se je smrtno ponesrečil na manjši dirki v Sirakuzah pri New Yorku.